# Cepões (Ponte de Lima)
Cepões é uma povoação portuguesa do Município de Ponte de Lima que foi sede da extinta Freguesia de Cepões, freguesia que tinha 3,89 km² de área e 562 habitantes (2011), e, por isso, uma densidade populacional de 144,5 hab/km².
Pela última Reorganização administrativa do território das freguesias, de acordo com a Lei nº 11-A/2013 de 28 de Janeiro, a Freguesia de Cepões foi agregada com a Freguesia de Bárrio passou a constituir a Freguesia de Bárrio e Cepões com sede em Cepões.

## População
| População da freguesia de Cepões | População da freguesia de Cepões | População da freguesia de Cepões | População da freguesia de Cepões | População da freguesia de Cepões | População da freguesia de Cepões | População da freguesia de Cepões | População da freguesia de Cepões | População da freguesia de Cepões | População da freguesia de Cepões | População da freguesia de Cepões | População da freguesia de Cepões | População da freguesia de Cepões | População da freguesia de Cepões | População da freguesia de Cepões |
| -------------------------------- | -------------------------------- | -------------------------------- | -------------------------------- | -------------------------------- | -------------------------------- | -------------------------------- | -------------------------------- | -------------------------------- | -------------------------------- | -------------------------------- | -------------------------------- | -------------------------------- | -------------------------------- | -------------------------------- |
| 1864                             | 1878                             | 1890                             | 1900                             | 1911                             | 1920                             | 1930                             | 1940                             | 1950                             | 1960                             | 1970                             | 1981                             | 1991                             | 2001                             | 2011                             |
| 376                              | 382                              | 352                              | 350                              | 404                              | 400                              | 434                              | 516                              | 570                              | 567                              | 530                              | 552                              | 609                              | 586                              | 562                              |

| Distribuição da População por Grupos Etários | Distribuição da População por Grupos Etários | Distribuição da População por Grupos Etários | Distribuição da População por Grupos Etários | Distribuição da População por Grupos Etários | Distribuição da População por Grupos Etários | Distribuição da População por Grupos Etários | Distribuição da População por Grupos Etários | Distribuição da População por Grupos Etários | Distribuição da População por Grupos Etários |
| -------------------------------------------- | -------------------------------------------- | -------------------------------------------- | -------------------------------------------- | -------------------------------------------- | -------------------------------------------- | -------------------------------------------- | -------------------------------------------- | -------------------------------------------- | -------------------------------------------- |
| Ano                                          | 0-14 Anos                                    | 15-24 Anos                                   | 25-64 Anos                                   | > 65 Anos                                    |                                              | 0-14 Anos                                    | 15-24 Anos                                   | 25-64 Anos                                   | > 65 Anos                                    |
| 2001                                         | 114                                          | 93                                           | 271                                          | 108                                          |                                              | 19,5%                                        | 15,9%                                        | 46,2%                                        | 18,4%                                        |
| 2011                                         | 71                                           | 76                                           | 301                                          | 114                                          |                                              | 12,6%                                        | 13,5%                                        | 53,6%                                        | 20,3%                                        |

## Património
- Mesa dos Quatro Abades